# Wiel Oehlen
Wiel Oehlen (Voerendaal, 26 februari 1950) is een Nederlandse schrijver en dichter, die zich heeft toegelegd op het schrijven van gedichten, aforismen en korte verhalen. Van zijn hand verschenen diverse bundels en een groot aantal historische en heemkundige publicaties. In Nederlands-Limburg verwierf hij onder het pseudoniem 'punaise' bekendheid met het publiceren van prikkelende spreuken en korte teksten.

## Biografie
Wiel Oehlen begon in 1981 met het publiceren van gedichten en aforismen in literaire tijdschriften in Nederland en België, waaronder 'Kruispunt', 'Appel', 'Oprispingen', 'Weirdo's', 'Eigen-Zinnig' en 'Wordt Vervolgd' ( van Amnesty International). Hij was onder andere bestuurslid van het Letterkundig Centrum Limburg en de Stichting Kruisen en Kapellen in Limburg. Hij verzorgde van 1992 tot 1998 onder het pseudoniem 'Punaise' een aforistische column in het Limburgs Dagblad.
Wiel Oehlen is als redacteur aan enkele tijdschriften verbonden en heeft een groot aantal heemkundige publicaties op zijn naam staan en enkele toneelstukken, die hij samen met de schrijver/dichter Colla Bemelmans heeft geschreven.
In 2017 gaf Oehlen samen met Colla Bemelmans een lezing op de Dag van de (Limburgse) poëzie.